# Transports à Monaco

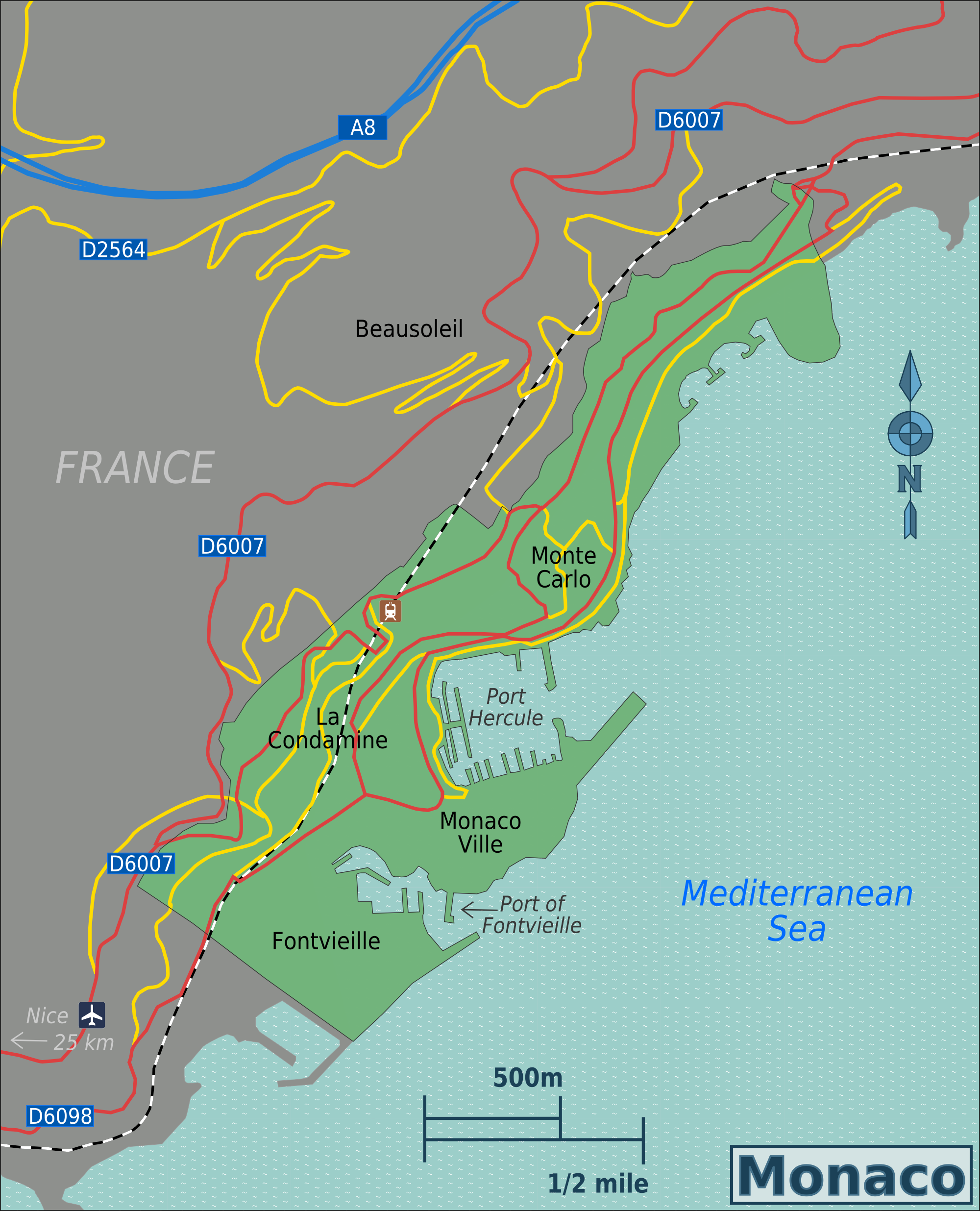
Carte des routes de Monaco.

Cet article répertorie l'ensemble des moyens de transport existant dans la principauté de Monaco.

## Chemin de fer

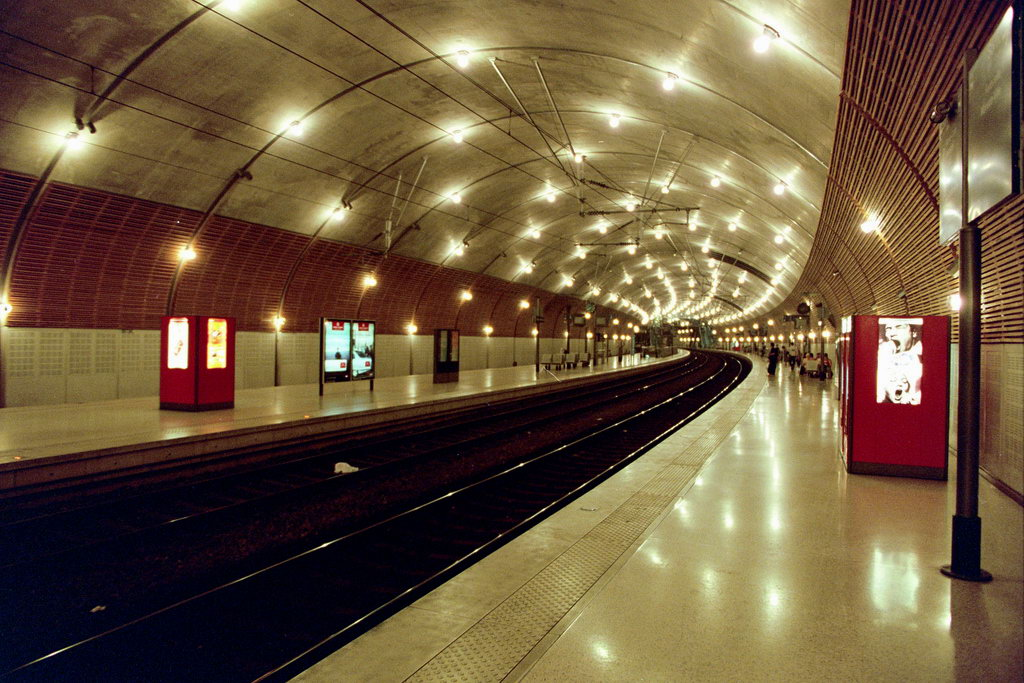
Les quais de la gare souterraine de Monaco/Monte-Carlo.

1,7 km de voies ferrées à écartement normal (1,435 m), exploitées par la SNCF. La ligne de Marseille-Saint-Charles à Vintimille (frontière), à double voie, qui relie Nice à Vintimille (Italie) en traversant la Principauté, a été ouverte en 1868, et comportait deux gares, Monaco et Monte-Carlo. Elle a été mise en souterrain en deux étapes : la première en 1958, avec un tunnel de 3500 mètres essentiellement en territoire français, a fait disparaître la gare de Monte-Carlo, la seconde en 1999, avec un second tunnel de 3 km de long raccordé au précédent, a permis la mise en service de la nouvelle gare souterraine de Monaco-Monte-Carlo (qui a permis à ce micro-État de récupérer 4 hectares de terrains). Cette gare est desservie à la demi-heure par des TER.

## Routes
Cinquante kilomètres de voirie urbaine existent. Cette voirie est reliée à l'autoroute A8 qui contourne (ou longe) la Principauté par le nord.
Pour gagner quelques hectares et fluidifier la circulation, la principauté enterre ses voies rapides, et principalement l'axe dénommé « dorsale » qui traverse Monaco d'ouest en est, et dont la partie Est encore en travaux est principalement enterrée. Les travaux auront coûté 180 millions d'euros et leur fin est prévue en 2010.
La principauté de Monaco étant une zone exclusivement urbaine et où le code de la route français est appliqué[réf. nécessaire], la limitation de vitesse y est de 50 km/h partout. L'alcoolémie maximale autorisée au volant est de 0,5 g/l d'alcool dans le sang. Existe également le Code de la route à Monaco.
Pour la sécurité, Monaco compte six tués en 2023 et zéro tué en 2024 ; avec 192 blessés en 2024 dont certains très gravement.
Le 10 janvier 2024, une nouvelle sortie Monaco Est 58 est installée sur l'autoroute pour éviter la Turbie. Un an plus tard, le trafic est estimé entre 2 000 et 3 000 véhicules.

### Comparaison avec la France
Comparativement à la France, des différences existent pour l'obtention du permis de conduire : âge, conduite accompagnée, certificat médical, nationalité et résidence. Monaco dispose également d'écoles qui permettent d'obtenir un permis de conduire français, toutefois Monaco n'offre pas d'aide financière comme le permis dit à un euro.
Monaco se distingue également par un port de ceinture de sécurité non obligatoire et par l'absence de permis à point et par l'absence de permis probatoire. Selon certaines, « Monaco a son propre code de la route mais il est similaire à celui en France ».
L'examen théorique est constitué de 40 questions pour lesquelles cinq fautes sont tolérées et valable cinq années. L'examen de conduite (pratique) est similaire à l'examen français.

## Transport public

### Compagnie des autobus de Monaco
Monaco compte onze lignes d'autobus gérées par la Compagnie des autobus de Monaco (CAM), réparties en six lignes classiques, trois lignes express et deux lignes nocturnes.
| Type de ligne     | Numéro | Trajet                                      |
| ----------------- | ------ | ------------------------------------------- |
| Lignes classiques | 1      | Monaco-Ville ⥋ Saint-Roman                  |
| Lignes classiques | 2      | Monaco-Ville ⥋ Jardin Exotique              |
| Lignes classiques | 3      | Fontvieille Centre Commercial ⥋ Hector Otto |
| Lignes classiques | 4      | Fontvieille Centre Commercial ⥋ Saint-Roman |
| Lignes classiques | 5      | Hôpital ⥋ Larvotto                          |
| Lignes classiques | 6      | Fontvieille Centre Commercial ⥋ Larvotto    |
| Lignes express    | X1     | Jardin Exotique ⥋ Le Rocher                 |
| Lignes express    | X2     | Jardin Exotique ⥋ Portier                   |
| Lignes express    | X3     | Albert II ⥋ Larvotto                        |
| Lignes nocturnes  | N1     | Albert II ⥋ Place des Moulins               |
| Lignes nocturnes  | N2     | Monaco-Ville ⥋ Jardin Exotique              |

À cela s'ajoute une ligne de bateau traversant le port Hercule (dite Bateau-Bus) et un service de transport à la demande (ClicBus Monaco).

### Vélos en libre-service

#### Vélos électriques de Monaco
Depuis le 1er mai 2013, le Gouvernement Monégasque propose le service des Vélos Électriques de Monaco, un système automatisé de dix stations de vélos électriques confié à la Compagnie des Autobus de Monaco. Une cinquantaine de vélos électriques sont à disposition sur la Principauté de Monaco. L'engouement provoqué par ce service comptant plus de 300 utilisateurs au 7 août 2013, oblige la compagnie à mettre en place une liste d'attente afin de réguler la demande, une attente pouvant durer plusieurs mois.

#### MonaBike
Le 13 juillet 2019, le système de vélos en libre-service MonaBike de la société PBSC remplace l'ancien système,. Toujours placé sous la gestion de la Compagnie des Autobus de Monaco, ce changement s'accompagne du remplacement de tous les vélos (ainsi que de l'augmentation de leur effectif) et de l'augmentation du nombre de stations. L'inscription se faisant désormais sur Internet, l'offre de vélos est destinée à tous les publics âgés d'au moins 14 ans.

### Lignes françaises
La principauté de Monaco est desservie par plusieurs lignes « Proximité » du réseau régional Zou ! :
- Les lignes 600 (ex-numéro 100) et 601 (ex-numéro N100) circulent entre Nice et Menton par le bord de mer, la première le jour et la seconde la nuit ;
- La ligne 602 relie l'office du tourisme de Monaco à la gare routière Vauban de Nice en passant par Èze-Village ;
- La ligne 603 (ex-numéro 106) relie la place d'Armes à la gare routière Vauban de Nice en passant par La Turbie et La Trinité;
- La ligne 604 (ex-numéro 102) relie la place d'Armes à Peille via La Turbie, sauf les week-ends et jours fériés ;
- La ligne 605 relie la place d'Armes à Èze-Village via La Turbie, uniquement les week-ends et jours fériés.

Seule une ligne « Express » transite par la Principauté : la ligne 80 (ex-ligne 110). Elle relie l'aéroport de Nice-Côte d'Azur à Menton en passant par l'autoroute A8 entre Nice et Monaco.
Enfin, plusieurs lignes du réseau Zest'bus de la communauté d'agglomération de la Riviera Française desservent la principauté : les lignes 11 et 18 font terminus au Casino et la 24 à la place de la crémaillère tandis que les lignes 12, 13, 21 et 22 y transitent.

### Ancien tramway
Le tramway de Monaco, en service de 1898 à 1931, comprenait un réseau de 5,1 km reliant Monaco à Nice, avant d'être remplacé par des autobus exploités par les TNL.

### Liaison souterraine La Brasca - Monaco
La Liaison souterraine La Brasca-Monaco est un projet visant à relier un parking relais à Èze à Monaco via une navette automatique souterraine, afin de fluidifier la circulation régionale saturée.

## Port
Deux ports de plaisance composent le port de Monaco :
- à La Condamine : port de Monaco dit « port Hercule » ;
- à Fontvieille : port de Fontvieille.

Les paquebots de grande dimension peuvent faire escale en rade.
Une digue semi-flottante de 352 m de long et 19 m de haut, et d’un poids de 163 000 tonnes a permis d'agrandir le port de La Condamine et d’accueillir de plus grandes unités. Elle a été installée en août 2002.
La navigation marchande n'a aucune activité en 2009.

## Aéroport et héliport
L’héliport de Monaco, situé à Fontvieille, assure des liaisons héliportées régulières avec Nice-Côte d'Azur (France) situé à 22 km de Monaco. Le vol dure 7 minutes.
Outre ces liaisons régulières, des vols sur commande, sont également proposés.
L’héliport est utilisé par les compagnies aériennes monégasques Monacair et Heli Air Monaco.

## Ascenseurs publics
Une quarantaine d'ascenseurs sont repartis sur le territoire et en libre service : 
- Place des Moulins et Les plages
- Centre Hospitalier Princesse Grace et le Jardin exotique
- La Rade et l’avenue de la Costa
- Place Sainte-Dévote et le quartier des Moneghetti
- Terrasses du Casino et le boulevard Louis-II
- L’avenue des Citronniers et l’avenue de Grande-Bretagne